# Doněcko-krivorožská sovětská republika
Doněcko-krivorožská sovětská republika (ukrajinsky Донецько-Криворізька Радянська Республіка, rusky Донецко-Криворожская советская республика) byla krátce existujícím samozvaným státním útvarem, sovětskou republikou v rámci RSFSR na území některých regionů na dnešním jihovýchodě Ukrajiny (tehdy byly dosud některé regiony součástí Ruského impéria). Byla vyhlášena 12. února 1918 jako nezávislá na Ukrajinské lidové republice a podléhající RSFSR, ale mezinárodního uznání se jí získat nepodařilo a už 20. března byla na 2. všeukrajinském sjezdu sovětů začleněna do Ukrajinské sovětské republiky. Hlavním městem byl zpočátku Charkov, později, s ústupem rudých gard, Luhansk.